# Melursus ursinus
El oso perezoso, también llamado oso labiado u oso bezudo, es una especie de mamífero carnívoro de la familia de los úrsidos. Es un oso de hábitos preferentemente nocturnos que ha vivido históricamente en las praderas y bosques de llanura de la India, Nepal, Bangladés, Sri Lanka y (posiblemente) Bután. Esta especie es la única perteneciente al género Melursus.

## Características
El oso perezoso o bezudo presenta un conjunto de características poco comunes que lo diferencian fácilmente de otras especies de úrsidos, entre las que se encuentra una amplia capa de pelo largo, lacio y negro (con la excepción de una banda de pelo blanco en forma de "V" en el pecho), un hocico elongado con una nariz y labios muy prominentes y móviles, y unos pies curvados hacia dentro, rematados por largas uñas más útiles para cavar que para atrapar y desgarrar animales. Estos elementos son tan raros que cuando los zoólogos europeos recogieron las primeras descripciones y pieles de manos de los hindúes, pensaron inicialmente que se encontraban ante algún tipo de perezoso o algún otro insectívoro emparentado.
El parecido con los perezosos no termina ahí. Al igual que ellos, el oso labiado también es extremadamente lento cuando se desplaza (puede ser alcanzado por un hombre a pie) y puede trepar a los árboles. Sus huellas, debido a la peculiar forma de sus pies, son bastante parecidas a las humanas, aunque obviamente de mayor tamaño y provistas de garras. Los machos son más grandes que las hembras, alcanzando hasta 1,80 m de largo y 175 kg de peso.

## Biología y ecología

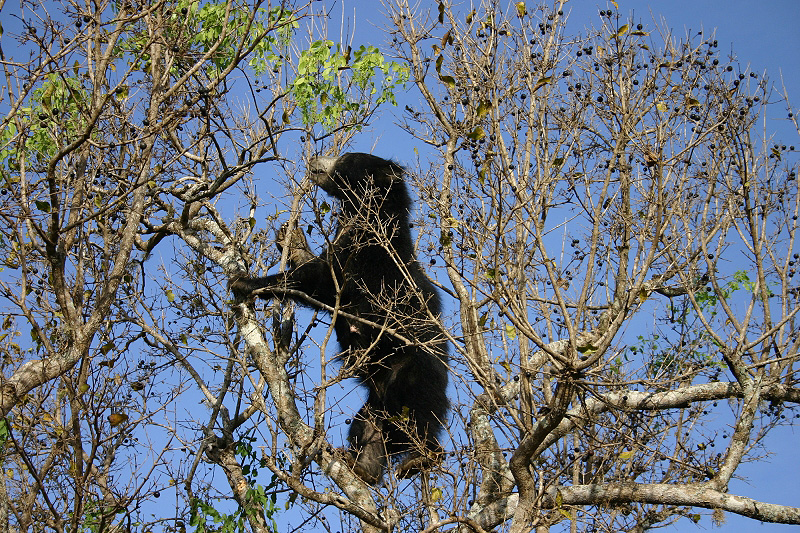
Oso bezudo en un árbol

La dieta, como es el caso en la mayoría de los úrsidos, es omnívora e incluye alimentos tan dispares como miel, huevos, flores, tubérculos, cereales y pequeños animales. No obstante, la mayor parte de su alimentación (y esto sí es extraño entre los osos) se compone de hormigas y termitas, a las que hace salir de sus refugios subterráneos destruyéndolos con sus largas garras.
Los adultos suelen estar a salvo de los depredadores, aunque los jóvenes pueden caer víctimas de los lobos, tigres y leopardos, siempre y cuando éstos puedan superar o burlar la feroz resistencia ofrecida por la madre. El mayor peligro para los osos bezudos, sin embargo, es el ofrecido por el hombre, que destruye su hábitat natural para destinarlo a la agricultura y los caza para hacerse con sus pieles y vesícula biliar, empleada en la medicina tradicional china.

## Reproducción
Los osos perezosos suelen reproducirse una vez al año, dando a luz a una sola cría. Las crías al nacer son muy débiles, dependientes y necesitan toda la atención de su madre. La única cría del perezoso permanece aferrada al pelaje de la madre hasta que puede valerse por sí misma, que es de los 20 a 25 días después de nacida. Esta cría a partir de las seis semanas de edad comienza a tratar a sus progenitores con cierta pasividad. A partir de los ocho meses comienzan a tener una vida independiente y desplazarse con autonomía. Las hembras pueden empezar a tener descendencia después de los tres años y medio, y de cuatro a cinco años en el macho. Su período de gestación es de 11 meses y medio.

## Subespecies
Se han descrito las siguientes subespecies:
- Melursus ursinus ursinus
- Melursus ursinus inornatus

## Relación con los humanos

### Ataques a humanos

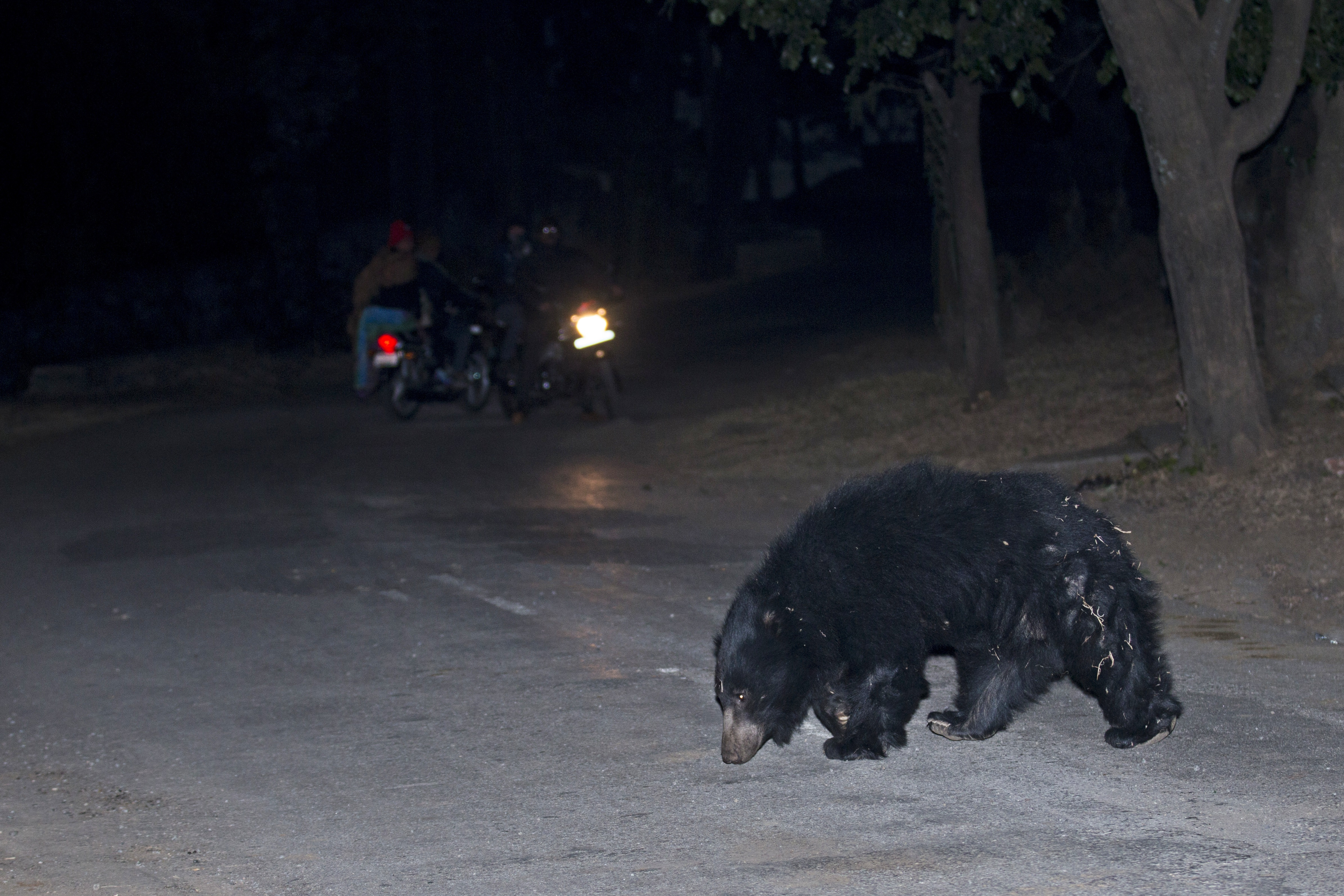
Una frágil coexistencia entre osos y humanos en el Santuario de osos perezosos de Ratanmahal, distrito de Dahod, Gujarat, India

Los osos perezosos son uno de los osos más agresivos que existen y, debido a las grandes poblaciones humanas que a menudo rodean estrechamente las reservas que albergan osos, los encuentros y ataques agresivos son relativamente frecuentes, aunque en algunos lugares, los ataques parecen ser una reacción al encuentro accidental con personas.  En números absolutos, esta es la especie de oso que ataca con mayor frecuencia a los humanos. Sólo la subespecie de oso negro asiático del Himalaya es casi tan peligrosa. Los osos perezosos probablemente ven a los humanos como depredadores potenciales, ya que sus reacciones ante ellos (rugidos, seguidos de retirada o carga) son similares a las que evocan en presencia de tigres y leopardos. Sus largas garras, que están idealmente adaptadas para cavar en los montículos de termitas, hacen que los adultos sean menos capaces de trepar a los árboles para escapar del peligro, al igual que otros osos como los osos negros asiáticos. Por lo tanto, los osos perezosos aparentemente han evolucionado para enfrentar las amenazas comportándose agresivamente. Por la misma razón, los osos pardos pueden tener inclinaciones similares, lo que explica la incidencia relativamente alta de agresión aparentemente no depredadora hacia los humanos en estas dos especies de osos. 

Según Robert Armitage Sterndale, en su libro Mammalia of India (1884, p. 62):
[El oso perezoso] también es más propenso a atacar al hombre sin provocación que casi cualquier otro animal, y las bajas que inflige son desafortunadamente muy comunes, siendo la víctima a menudo terriblemente desfigurada, incluso si no se la mata, cuando el oso golpea la cabeza y la cara. [William Thomas] Blanford se inclinaba a considerar a los osos más peligrosos que los tigres...
El capitán Williamson, en su libro Oriental Field Sports, escribió que los osos perezosos rara vez mataban directamente a sus víctimas humanas, sino que chupaban y masticaban sus extremidades hasta reducirlas a pulpas sanguinolentas. Un espécimen, conocido como oso perezoso de Mysore, fue responsable de la muerte de 12 personas y de la mutilación de otras 24. Fue filmada por Kenneth Anderson. Aunque los osos perezosos han atacado a los humanos, rara vez se convierten en devoradores de hombres. Wild Animals of Central India de Dunbar-Brander menciona un caso en el que una cerda con dos cachorros comenzó un reinado de terror de seis semanas en Chanda, un distrito de las Provincias Centrales, durante el cual más de una de sus víctimas había sido devorada, mientras que el oso perezoso de Mysore se comió parcialmente al menos a tres de sus víctimas. RG Burton dedujo de la comparación de estadísticas que los osos perezosos mataban a más personas que los osos negros asiáticos, y Theodore Roosevelt los consideraba más peligrosos que los osos negros americanos. A diferencia de otras especies de osos, que a veces lanzan cargas simuladas contra los humanos cuando son sorprendidos o asustados sin hacer contacto físico, los osos perezosos frecuentemente parecen iniciar un ataque físico casi de inmediato. Cuando las personas que vivían cerca de una población agresiva de osos perezosos estaban armadas con rifles, se descubrió que era una forma de defensa ineficaz, ya que el oso aparentemente carga y derriba a la víctima (a menudo derribando el rifle) antes de que el humano tenga la oportunidad, para defenderse. En Madhya Pradesh, los ataques de osos perezosos causaron la muerte de 48 personas e hirieron a otras 686 entre 1989 y 1994, probablemente debido en parte a la densidad de población y la competencia por las fuentes de alimentos. Un total de 137 ataques (que resultaron en 11 muertes) ocurrieron entre abril de 1998 y diciembre de 2000 en la División Forestal de Bilaspur Norte de Chhattisgarh. La mayoría de los ataques fueron perpetrados por osos individuales y ocurrieron en huertas, campos de cultivo y bosques adyacentes durante la temporada de los monzones. Un tal Sr. Watts Jones escribió un relato de primera mano sobre cómo se siente ser atacado por un oso perezoso, recordando cuando no logró acertar un golpe directo contra un oso al que había apuntado:
No sé exactamente qué pasó después, tampoco lo sabe mi cazador que estaba conmigo; pero creo, por las marcas en la nieve, que en su carrera el oso me derribó, de hecho, me derribó a tres o cuatro pies de distancia. La siguiente vez que recuerdo algo, el peso del oso estaba sobre mí y me mordía la pierna. Mordió dos o tres veces. Sentí que la carne se aplastaba, pero no sentí ningún dolor. Era como si le sacaran un diente con gas. No sentí ningún terror particular, aunque pensé que el oso me había atrapado; pero de una manera confusa me pregunté cuándo me mataría y pensé que era un tonto al dejarme matar por una bestia estúpida como un oso. Entonces el shikari, muy valientemente, se acercó y disparó al oso, y él me dejó. Sentí que me quitaban el peso de encima y me levanté. No pensé que estuviera muy herido. La herida principal fue un trozo de carne arrancado del interior de mi muslo izquierdo y que quedó colgando. Era bastante profundo y pude ver todos los músculos trabajando debajo cuando lo levanté para limpiar la herida".
En 2016, según un funcionario forestal, una osa mató a tres personas e hirió a otras cinco en el distrito Banaskantha del estado de Gujarat, cerca del Santuario de Vida Silvestre Balaram Ambaji, y algunas de las víctimas fueron colegas. Al principio, se intentó rastrearlo y enjaularlo, pero fracasó y le costó la vida a un funcionario, por lo que un equipo de funcionarios y policías disparó al oso. 
En el distrito Bellary de Karnataka, la mayoría de los ataques de osos perezosos se produjeron fuera de los bosques, cuando entraron en asentamientos y tierras de cultivo en busca de comida y agua. 
En la ciudad de Mount Abu, en el sur de Rajasthan, los osos perezosos atacaron a personas dentro de las ciudades donde buscaban desechos de hoteles en contenedores de basura y se encontraron con personas por casualidad.  Aunque tales ataques fueron concomitantes con una creciente actividad turística, sorprendentemente los residentes locales no han tomado represalias contra los osos perezosos. La ausencia de represalias en muchos lugares de la India parece estar relacionada con las normas culturales y la religión dominante, el hinduismo, donde la naturaleza y los animales son adorados como deidades.

### Caza y productos
Un método de cazar osos perezosos implicaba el uso de batidores, en cuyo caso, un cazador que esperaba en un poste podía disparar al oso que se acercaba a través del hombro o en la marca blanca del pecho si se movía directamente hacia él. Los osos perezosos son muy resistentes a los golpes al cuerpo y pueden atacar a los cazadores si están heridos, aunque alguien con los nervios firmes podría asestar un golpe directo a unos pocos pasos de un oso que carga. Los osos perezosos eran fáciles de rastrear durante la temporada de lluvias, ya que sus claras huellas podían seguirse directamente hasta sus guaridas. La mayoría de los osos perezosos asesinados en los bosques se debieron a encuentros casuales con ellos durante la caza de otros animales. En las regiones montañosas o montañosas se utilizaban dos métodos para cazarlos. Una de ellas era acechar encima de la guarida del oso al amanecer y esperar a que el oso regresara de su búsqueda nocturna de alimento. Ocasionalmente también se lanzaban osos perezosos a caballo. En Sri Lanka, el báculo de un oso perezoso alguna vez se usó como amuleto contra la esterilidad. 

### Manejabilidad

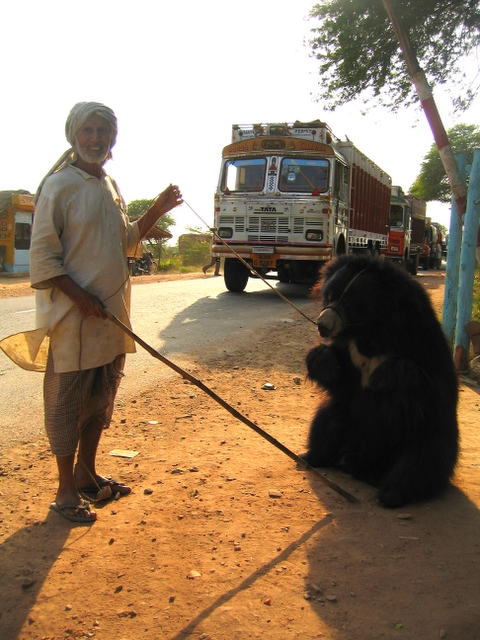
Un oso y su cuidador en Pushkar.

Los oficiales de la India británica a menudo tenían osos perezosos como mascotas. La esposa de Kenneth Anderson tenía un cachorro de oso perezoso huérfano de Mysore, al que llamó "Bruno". El oso era alimentado con todo tipo de cosas y era muy cariñoso con la gente. Incluso le enseñaron numerosos trucos, como sostener un bloque de madera como si fuera un bebé o apuntar con una vara de bambú como si fuera una pistola. 
Los osos bailarines fueron históricamente un entretenimiento popular en la India, que se remonta al siglo XIII y a la era anterior a Mughal. Los Kalandars, que practicaban la tradición de capturar osos perezosos con fines de entretenimiento, a menudo eran empleados en las cortes de los emperadores mogoles para montar espectáculos con osos entrenados. Alguna vez fueron comunes en las ciudades de Calcuta, donde a menudo molestaban a los caballos de los oficiales británicos. 
A pesar de la prohibición de esta práctica promulgada en 1972, durante la última parte del siglo XX había hasta 800 osos bailarines en las calles de la India, particularmente en la carretera entre Delhi, Agra y Jaipur. Los cachorros de oso perezoso, que generalmente se compraban a la edad de seis meses a comerciantes y cazadores furtivos, fueron entrenados para bailar y seguir órdenes mediante estímulos coercitivos y hambre. Los machos eran castrados a una edad temprana y les arrancaban los dientes al año de edad para evitar que lastimaran gravemente a sus cuidadores. Por lo general, a los osos se les colocaba un anillo en la nariz sujeto a una correa de cuatro pies. Se descubrió que algunos estaban ciegos debido a la desnutrición. 
En 2009, tras una campaña de siete años llevada a cabo por una coalición de grupos indios e internacionales de bienestar animal, el último oso bailarín de Kalandar fue liberado. El esfuerzo por poner fin a la práctica implicó ayudar a los cuidadores de osos a encontrar trabajo y educación, lo que les permitió reducir su dependencia de los ingresos de los osos bailarines.